# Flemingsburg (Kentucky)
Flemingsburg település az Amerikai Egyesült Államok Kentucky államában. Fleming megyében, melynek megyeszékhelye is. Lakosainak száma 2953 fő (2020. április 1.).

## Népesség
A település népességének változása:

| 2010 | 2 658 |
| 2020 | 2 953 |